# Disterigma terniflorum
Disterigma terniflorum är en ljungväxtart som först beskrevs av Michel Félix Dunal, och fick sitt nu gällande namn av Niedenzu. Disterigma terniflorum ingår i släktet Disterigma och familjen ljungväxter. Inga underarter finns listade i Catalogue of Life.